# Cacaban Lor
Cacaban Lor is een bestuurslaag in het regentschap Purworejo van de provincie Midden-Java, Indonesië. Cacaban Lor telt 854 inwoners (volkstelling 2010).